# Миколаївський Крупицький жіночий монастир
Миколаївський Крупицький жіночий монастир УПЦ (МП) (РПЦ) — православний жіночий монастир у с. Вербівка Ніжинського району Чернігівської області за 10 км від Батурина.
Входить до Національного історико-культурного заповідника «Гетьманська столиця».

## Історія

Вигляд монастиря на початку XX ст.

За переказами, заснований в ХІ ст. на березі р. Сейм (притока Десни) як чоловічий монастир  на місці явлення чудотворного образу Св. Миколая (поблизу сучасного с. Осіч Ніжинського району Чернігівської області); друга назва — Крупицький — пов'язана із набігом монголо‑татар: люди, які сховалися в монастирі, страждали від голоду й молили у Бога порятунку, у відповідь на їхні молитви з неба почали падати крупи (існує легенда, що ці крупи зберігалися до часів гетьмана І. Мазепи).
Зруйнований у середині ХІІІ ст. Відновлений на поч. XVI ст. інокинею Мокриною.
Перший відомий намісник — Іоанн (1633—50рр.). Відтоді поступово розбудовувався, зокрема за рахунок земель і сіл, закріплених за ним гетьманом Б. Хмельницьким, Ю. Хмельницьким, І. Мазепою та ін.
Після проголошення 1669 р. Батурина резиденцією лівобережних гетьманів став одним із головних центрів культурного та релігійного життя України, а також добре укріпленою фортецею, оточеною валами з дерев'яними стінами та вежами.
1680 р. на кошти генерального судді І. Домонтовича у кращих традиціях українського бароко зведено п'ятибанний храм Святого Миколи, в іконостасі якого розміщувалася головна святиня — ікона Св. Миколи Мірлікійського.
Багато відомих діячів культури періоду Гетьманщини пов'язали своє життя або діяльність з монастирем. Так, 1682—8 рр. і 1686—92 рр. його настоятелем був релігійний діяч і письменник Дмитро Туптало (канонізований 1757 як Святитель Дмитро Ростовський), який продовжував тут роботу над твором «Четьї Мінеї», що прославив його серед православного світу, а 1691 р. переніс до монастиря (за сприяння І. Мазепи) частину мощей Святої Великомучениці Варвари.
1704 р. настоятелем став архімандрит, ректор Києво‑Могилянської академії Гедеон Одорський. Під час трагічних для Батурина подій листопада 1708 р. російські війська на чолі з О. Меншиковим зруйнували й пограбували монастир, Гедеона Одорського за зв'язок із І. Мазепою було заслано у Соловецький монастир (Біле море, Росія).
У 1710—12 рр. обов'язки ігумена виконував гравер, викладач Києво‑Могилянської академії Іларіон (до постригу — Іван Мігура).
В 1775-90 рр. настоятелем монастиря був настоятель Січової церкви, останній архімандрит Запоріжжя — Володимир Сокальський.
При монастирі діяла бібліотека, одна з її найцінніших пам'яток — Острозька Біблія (1581 р.). Значну кількість польськомовних книг утрачено у ХVІІІст., частину латиномовних у ХІХ ст. передано до бібліотекики Софіївського собору в Києві. Значна частина бібліотеки та унікальний архів в якому зберігались оригінали документів — гетьманські універсали та царські грамоти на володіння маєтностями та угіддями, рукописна книга з історії монастиря та ін., були знищені в 20-х рр. ХХ ст.
На скиту монастиря (де, за переказом, відбулося явлення Чудотворного образу Св. Миколая), поховані військовий інженер і архітектор А. Зернікау, ймовірно, дружина І. Мазепи Ганна, чоловік племінниці К.Розумовського Софії Апраксіної, граф М. Апраксін та інші (загалом понад 100 осіб). В мурованому храмі Св. Миколи знайшли вічний спокій  генеральний суддя І. Домонтович та останній архімандрит Запоріжської Січі В.Сокальський.
Монастир припинив свою діяльність після більшовицького перевороту 1917 р. та встановлення радянської влади в 1922 р. Його приміщення, які неодноразово перебудовувалися, зазнали значних ушкоджень під час Другої світової війни.
Донині збереглися: тепла трапезна Спасо‑Преображенська церква (1803 р.), дзвіниця (1825 р.), келії (будинок настоятеля) (1834 р.).
1996 р. їх включено до складу пам'яток Національного історико‑культурного заповідника «Гетьманська столиця».
2000 р. проведено археологічні дослідження території монастиря.
Від 1999 р. тут діє жіночий монастир УПЦ МП. Відтоді у монастирі розпочалися реставраційно-будівельні роботи.

## Образ у мистецтві
Федір Дудко у своєму оповіданні «Отаман Крук» писав:
Високу вежу над брамою з дорогими дзвонами, литими наполовину з міди із сріблом, побудував великий добродій манастиря гетьман Богдан Хмельницький. […] Хмельницький опасав також навколо манастир міцними мурами з бойовими гніздами й нижами і повісив у великій манастирській церкві золоте, тонкої волоської роботи паникадило.
Гетьман Іван Самойлович подарував манастиреві старовинну бібліотеку з архівом і в пам'ять по собі поставив у нижі головної церкви кований срібний ковчег, майстерно оздоблений орнаментом, із масивними, прегарно зробленими підставками і ручками із щирого червоного золота. На золотій, тонко різбленій по цілому полю таблиці на віку ковчега зробиввін напис: «Божою милостію гетьман Іван Самойлович з усім чесним козацтвом в літо від Р. Х. 1677 на вічний дар святого Миколая Мирлікійського козацькому манаєстиреві».
Іван Мазепа перебудував головну церкву і вивів нові пишні бані над усіма вежами й церквами манастирськими. У головній церкві поставив він дорогий, із кипарису різаний іконостас з гербом своїм над царським входом.
Гетьман Іван Скоропадський дарував манастиреві кивот із срібла з великим образом патрона манастиря — архиєпископа Миколи Мирлікійського в золотих шатах. Безліч райдужних самоцвітів, кривавих рубінів, білих перел і зеленкуватих смарагдів прикрашало одіння євятого, а поздовж усього образу подвійною рямкою перемежалося велике каміння опалів, сапфірів, діямантів і фіолєтових аметистів.
Гетьман Данило Апостол дарував чаші золоті на престол, старовинну, в золотій оправі, іноками київської Печерської Лаври писану євангелію, дорогоцінні ризи з золотої і срібної парчі та шовковий антимінс із найтоншої пурпурової персіянської тканини, багато орнаментований золотим і бісеровим шиттям, із українським написом по краях.

Але найбільшою святинею і найціннішою пам'яткою всієї обителі, яку, як дорогу реліквію, беріг старий манастир, був величезний, по обидва боки просторої манастирської брами розмальований образ давнього козацького письма. Кожен, хто переступав поріг манастирський, мимоволі зупинявся і довго простоював перед цим образом, обхоплений почуттям розчулення та побожної пошани до рідної старовини.

## Архітектурні пам'ятки

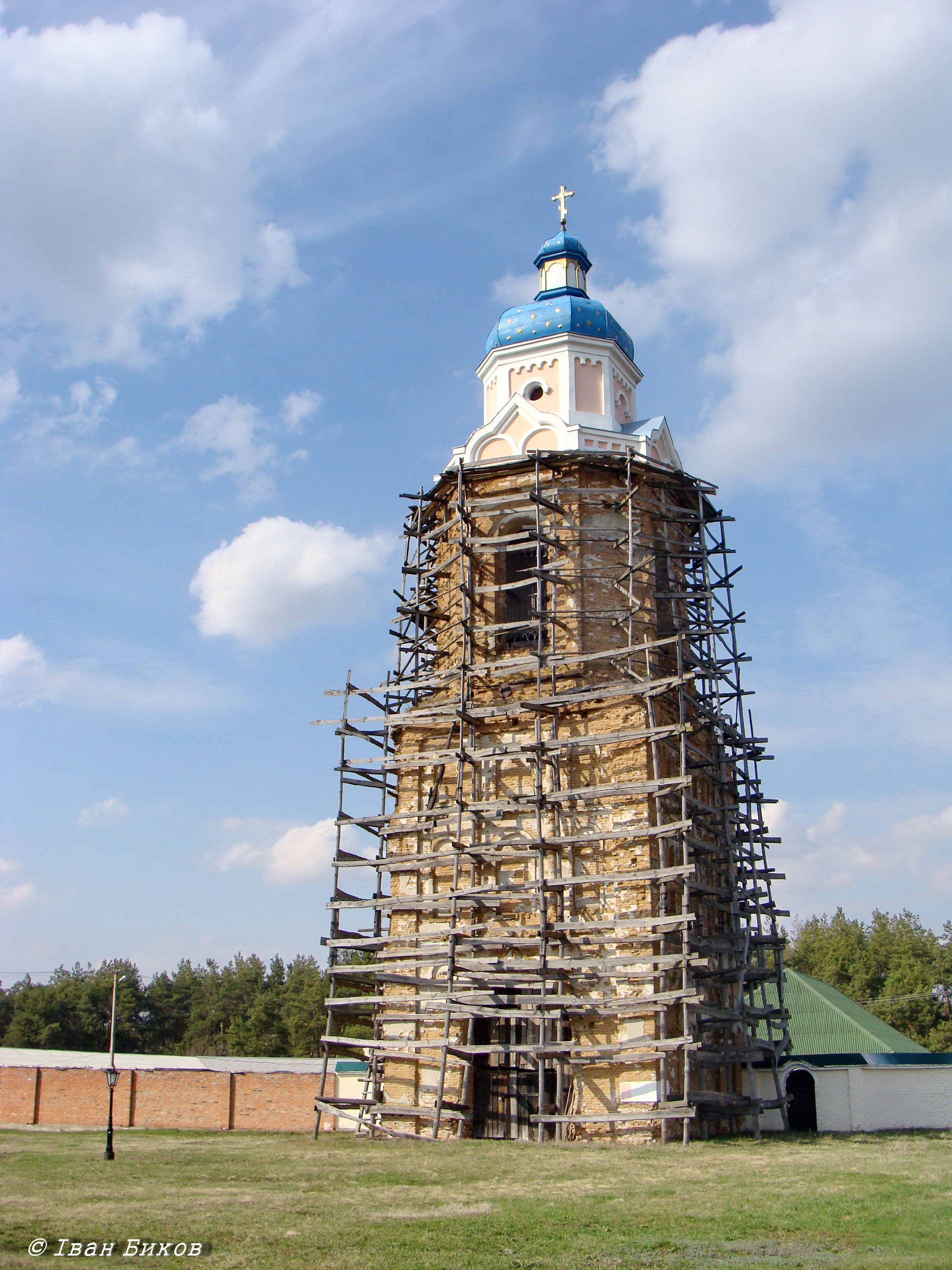
Дзвіниця, ХІХ ст.

- Собор Св. Миколая (1680 р.): п'ятиглавий храм в стилі українського бароко, збудований на кошти генерального судді Івана Домонтовича (похований в соборі у 1683 р.). Розібраний у 30-х рр. ХХ ст.
- Мала Миколаївська церква «на скитку».
- Спасо-Преображенська церква (1803 р.).
- Дзвіниця (середина XIX ст.).
- Келії (1834 р.)

## Святині монастиря

### Частина мощей Св. Варвари

Чудотворний образ Св. Миколая «Крупицький»

У 1651 під час захоплення Києва експедицією, литовський гетьман Януш Радзівіл вивіз дві частки мощів Святої Великомучениці Варвари з Михайлівського Золотоверхого собору. Одну з цих часток він відіслав як подарунок віленському єпископу Георгію Тишкевичу, іншу подарував своїй дружині Марії.
Після смерті Марії Радзивіл її частка дісталася київському митрополиту Йосипу Тукальському і певний час знаходилась у Каневі — його тогочасній резиденції. Після смерті митрополита святиня потрапила до Батурина, де зберігалася у гетьманській казні.
У 1683 Св. Варвара явилася уві сні Дмитрові Тупталу — на той час крупицькому ігуменові. Дізнавшись про зберігання частки мощей у Батурині, він, домігшись дозволу у гетьмана Івана Мазепи, урочисто переніс святиню до Крупицького Микільського монастиря 15 січня 1691 р. і постановив щовівторка відправляти Великомучениці молебен.

### Чудотворний образ Св. Миколая «Крупицький»
Власне, чудесне явлення цієї ікони і стало причиною заснування монастиря. До 1812 р. святиня знаходилася в малій Миколаївській церкві «на скитку» — на первісному місці існування монастиря.

## Ігумени та ігумені
- 1669-1677 — Ісаакій, автор рукописного збірника «Unicum».
- 1677—1682 — Феодосій Гугуревич.
- 1682 — 26 жовтня 1683 і 1686—1692 — Дмитро Туптало (Св. Димитрій Ростовський).
- 1692—1695 — Пахомій Ходорович.
- 1695—1708 — Гедеон Одорський, в 1712 р., як прихильника гетьмана І.Мазепи було заарештовано та відправлено на заслання в Соловецький монастир.
- 1710-1712 - Іларіон Мигура, визначний український гравер.
- 1740—1746 — Пахомій Вітвіцький.
- 1763—1775 — Варсонофій Пальмовський.
- 1775—1790 — Володимир Сокальський, останній архімандрит Запоріжжя.
- 1794—1798 — Павло Чедневський.
- 1798—1805 — Феодосій.
- 1806—1831 — Гервасій.
- 1853—1870 — Августин Болох.
- 1895—1905 — Віктор.
- з 1999 — Дорофея (Валентина Хохлова).

## Галерея

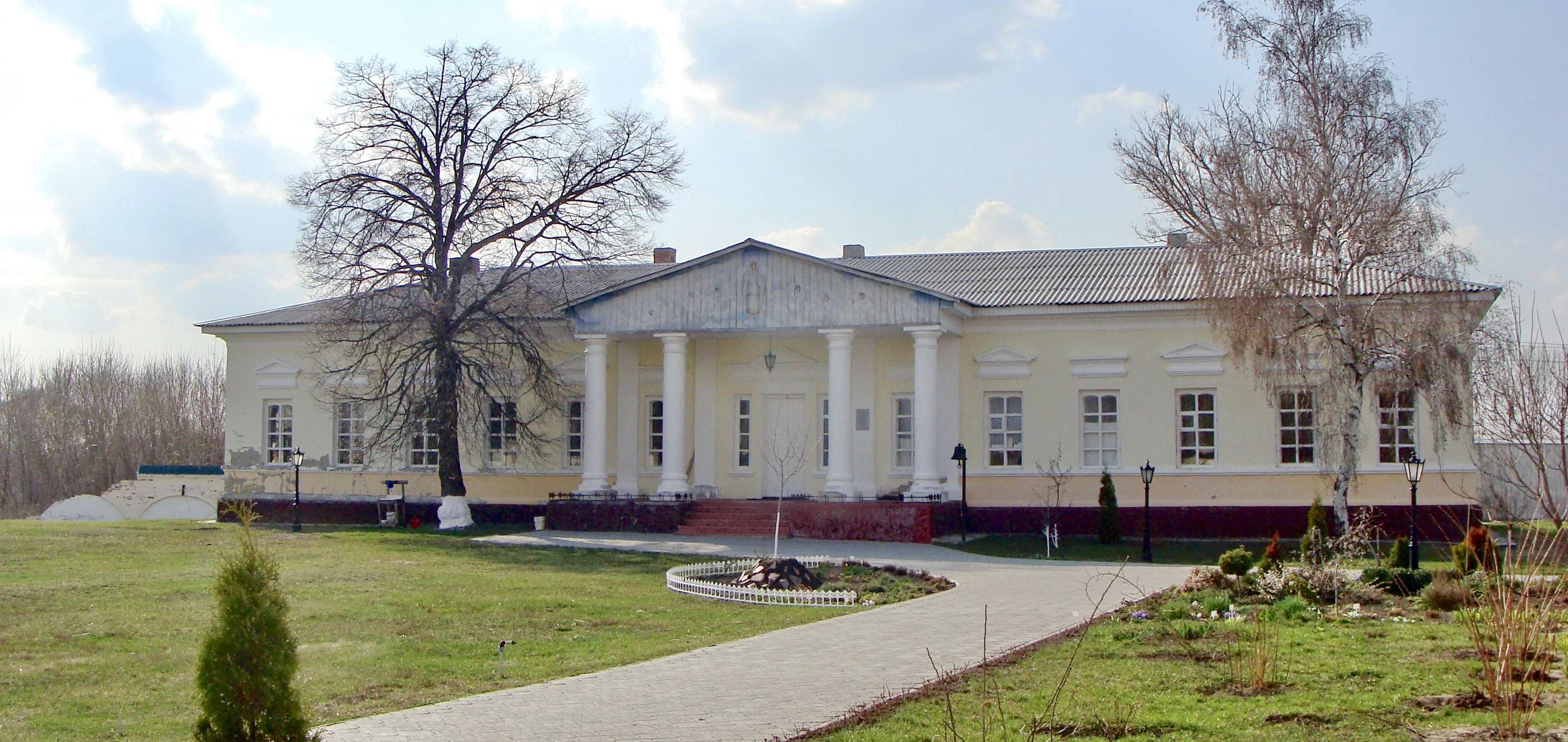
Келійний корпус
Трапезна церква
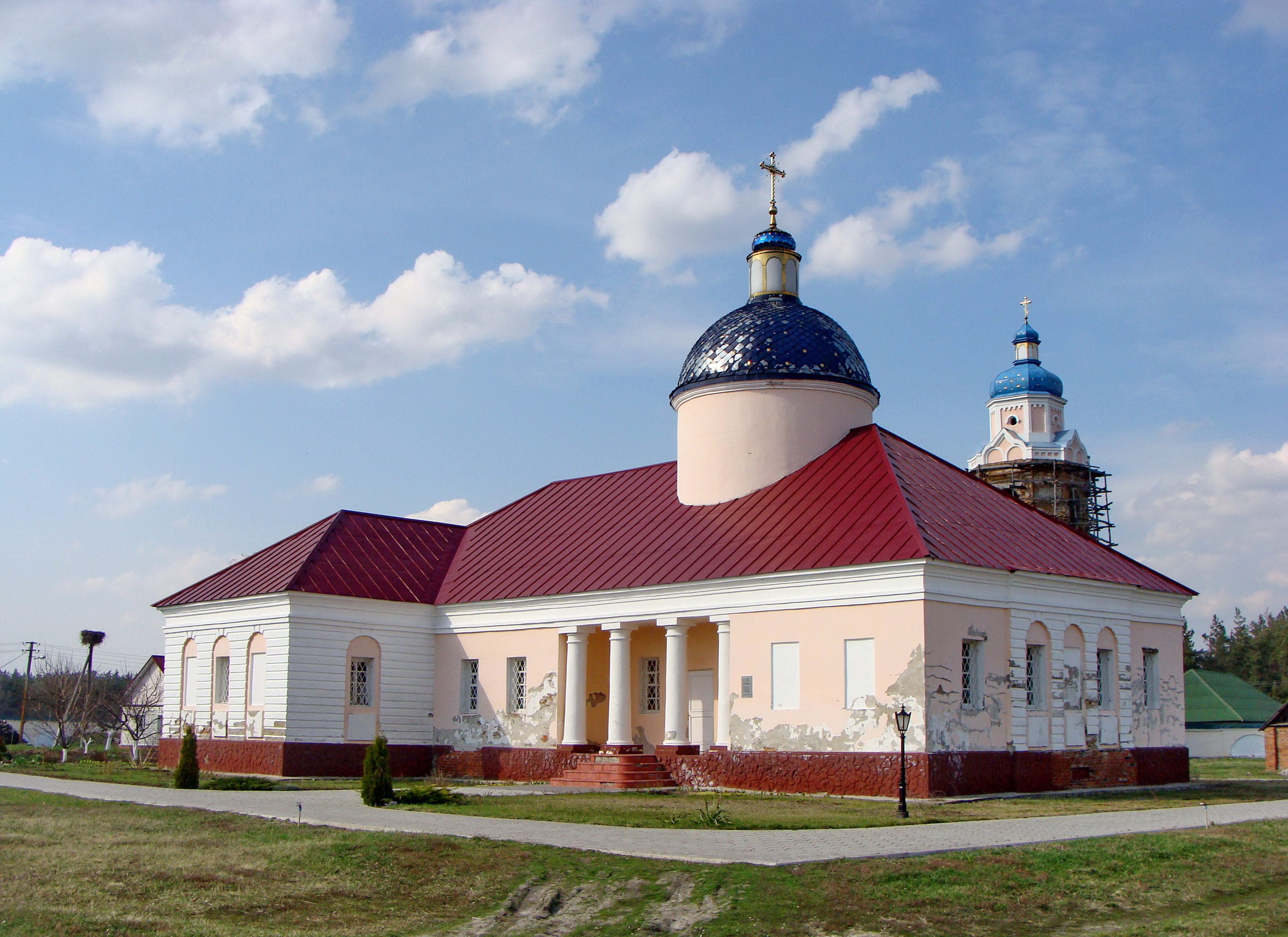
Трапезна церква
Дзвіниця
Табличка на брамі